# Norman Cousins
Norman Cousins (Union City, 24 giugno 1915 – Los Angeles, 30 novembre 1990) è stato un giornalista, scrittore, docente e pacifista statunitense.

## Biografia
Nato nel New Jersey a West Hoboken, in seguito divenuta parte di Union City, si ammala di tubercolosi ed entra in sanatorio. Dopo la guarigione si diploma alla Theodore Roosevelt High School nel Bronx, viene assunto a 19 anni nella redazione del New York Evening Post. Passa l'anno seguente al Current History, collabora poi con il Saturday Review of Literature dove diventa caporedattore e dove riesce a portare in pochi anni la tiratura da 20 000 a 650 000 copie.
Nella sua vita ha sostenuto con determinazione cause come il disarmo nucleare e la pace nel mondo. Nel 1950 ha avuto un ruolo basilare nel portare negli Stati Uniti un gruppo di 25 giovani donne giapponesi sopravvissute alla bomba di Hiroshima. Nel 1960 è stato il promotore delle conferenze di Dartmouth sul processo di pace. Ha scritto alcuni saggi sull'argomento come Who Speaks for Man? del 1953. È stato presidente della World Federalist Association e del Committee for Sane Nuclear Policy, associazioni attive soprattutto negli anni 50 e 60 e favorevoli al processo di pace. Divenne con il tempo un ambasciatore non ufficiale che tesseva rapporti tra la Santa Sede, il Cremlino e la Casa Bianca. Fu ringraziato personalmente da John F. Kennedy e ricevette una medaglia da Papa Giovanni XXIII per il lavoro svolto. 
Nel 1963 ricevette il premio Eleanor Roosevelt, nel 1971 la medaglia per la pace dalle Nazioni Unite, nel 1990 il Niwano Peace Prize ed il premio Albert Schweitzer poco prima della sua morte.
Ha lavorato come professore aggiunto all'Università di Los Angeles. Ammalato di cuore e di spondilite anchilosante sin dal 1960, come terapia usò, a partire dal 1964, dosi massicce di vitamina C (seguendo le prescrizioni della medicina ortomolecolare), l'alimentazione naturale e la terapia del riso, che consisteva nella visione dei film dei fratelli Marx consigliata poi in alcuni libri da lui pubblicati, abbandonando la terapia a base di antidolorifici e steroidi. La sua esperienza, raccontata in molti testi, lo fece diventare un famoso divulgatore di medicina alternativa. Recuperò dalla malattia che lo costringeva a letto, e visse per altri 30 anni dalla diagnosi, morendo nel 1990 a 75 anni.

## Opere principali

### In originale
- Albert Schweitzer's mission : healing and peace (1985)
- Anatomy of an illness as perceived by the patient : reflections on healing (1979)
- Dr. Schweitzer of Lambaréné (1960)
- Head first : the biology of hope and the healing power of the human spirit (1989)
- Human options (1981)
- Improbable triumvirate: John F. Kennedy, Pope John, Nikita Khrushchev (1972)
- "In God we trust"; the religious beliefs and ideas of the American (1958)
- In place of folly (1962)
- La volonté de guérir
- Master Photographs
- Mind over Illness
- Modern Man Is Obsolete (1945)
- Nobel Prize Conversations: With Sir John Eccles, Roger Sperry (1985)
- Present tense; an American editor's Odyssey (1967)
- The celebration of life; a dialogue on immortality and infinity (1991)
- The healing heart: antidotes to panic and helplessness (1983)
- The human adventure: a camera chronicle (1986)
- The pathology of power (1987)
- The Physician in Literature (1982)
- The Republic of Reason: The Personal Philosophies of the Founding Fathers (1988)
- The Words of Albert Schweitzer (Words of Series) (1984)
- Who Speaks for Man? (1953)
- Great American Essays (1967)
- Why Man Explores
- Writing for love or money : thirty-five essays (1949)

### Traduzioni italiane
- L' uomo moderno e antico, Torino, G. Einaudi, 1946
- Disarmo o distruzione, Milano, Edizioni di Comunità, 1961
- La volontà di guarire: anatomia di una malattia, Roma, A. Armando, 1982
- Come convivere con l'infarto: antidoti contro il panico e l'impotenza, Roma, Armando, 1988